# フリッツ・ライバー
フリッツ・ライバー（Fritz Leiber、1910年12月24日 - 1992年9月5日）はアメリカ合衆国のSF作家、ファンタジー作家。

## 概要
イリノイ州シカゴ出身。
SFと幻想文学が渾然一体となったような作品を得意とし、中短編SFの名手としても知られる技巧派のSF作家。平行宇宙、歴史改変、魔術などのガジェットを用いて世界認識の変容を描く手法は独特の味わいを持ち、その幻惑的な作品の数々は、特に玄人筋の評価が高い。
またオカルトへの造詣も深く、長編『妻という名の魔女たち』『闇の聖母』はダーク・ファンタジーの古典的名作。中短編の代表作は『跳躍者の時空』、『影の船』、『あの飛行船をつかまえろ』など。
暗くペシミスティックなSF作品が多いが、ヒロイック・ファンタジーの書き手としても有名である。
ヒロイック・ファンタジーをあらわす表現の一つ「剣と魔法」(Swords & Sorcery)という言い方は、ライバーの命名によるもの。ファファードとグレイ・マウザーという、超人的ではないリアルなタッチのヒーロー像を産み出し、『凶運の都ランクマー』を始めとする「ファファード&グレイ・マウザー」シリーズでヒロイック・ファンタジーにおける新たなスタイルを確立した。
また、中短編では「ラン・チチ・チチ・タン」のように、皮肉を利かせたコメディタッチの作品も多い。
父親のフリッツ・ライバー・シニアは映画俳優で、ライバー本人も数本の映画に出演している。
息子のジャスティン・ライバーは認知科学を専門とする哲学者で、著書『認知科学への招待 - チューリングとウィトゲンシュタインを道しるべに』が翻訳されている。
またD&Dのプロデューサーの1人であるゲイリー・ガイギャックスはフリッツ・ライバーをD&Dに影響を与えた1人として挙げている。
1976年、世界幻想文学大賞生涯功績賞を受賞。

## 作品リスト

### 長編
- 『闇よ、つどえ!』 (Gather, Darkness (1950)、川口正吉訳、ハヤカワSFシリーズ） 1965、のち文庫化（風見潤訳、ハヤカワ文庫） 1981
- 『ビッグ・タイム』 (The Big Time (1961)、青木日出夫訳、サンリオSF文庫） 1978 - 1958年ヒューゴー賞受賞
- 『妻という名の魔女たち』 (Conjure Wife (1969)、大瀧啓裕訳、サンリオSF文庫） 1978、のち創元推理文庫 2003 - 1987年ローカス賞All Time Fantasy Novel受賞
- 『放浪惑星』 (The Wanderer (1964)、永井淳訳、創元推理文庫） 1973 - 1964年ヒューゴー賞受賞
- 『闇の聖母』 (Our Lady of Darkness (1977)、深町眞理子訳、ハヤカワ文庫) 1979 - 1978年世界幻想文学大賞長編部門受賞

### 「ファファード＆グレイ・マウザー(Fafhrd and the Gray Mouser)」シリーズ
長らく絶版で、第4巻・第5巻は未訳であったが、2004年より新訳による復刊が始まった。
- 『魔の都の二剣士」 (Swords and Deviltry (1970)、大谷圭二訳、創元推理文庫)  1977、のち新訳（浅倉久志訳、創元推理文庫） 2004
「雪の女」(Snow Women(1970))
「灰色の魔術」(Unholy Grail(1972))
「凶運の都ランクマー」(Ill Met in Lankhmar(1970)) - 1970年ネビュラ賞、1971年ヒューゴー賞、ローカス賞受賞
「凶運の都ランクマール」（浅倉久志訳、S-Fマガジン 1972年11月号 No.166 ）
「凶運の都ランクマール」（浅倉久志訳、講談社文庫、アイザック・アシモフ編『世界SF大賞傑作選5』）
- 『死神と二剣士』 (Swords Against Death(1970)、大谷圭二訳、創元推理文庫)  1978、のち新訳（浅倉久志訳、創元推理文庫） 2004
「円環の呪い」(The Circle Curse(1970))
「森の中の宝石」(The Jeweles in the Forest(1939))
「盗賊の館」(Thieve's House(1943))
「凄涼の岸」(The Bleak Shore(1940)) 
「凄涼の岸辺」（鏡明訳、ミステリマガジン 1970年1月号 No.165）
「凄涼の岸辺」（浅倉久志訳、河出文庫、中村融編『不死鳥の剣』）
「泣き叫ぶ塔」(The Howling Tower(1941)) 
「泣き叫ぶ塔」（浅倉久志訳、扶桑社ミステリー、ジャック・ダン, ガードナー・ドゾア編『幻想の犬たち』） 1999
「沈める国」(The Sunken Land(1942)) 
「沈める国」（米浪平記訳、新人物往来社、都筑道夫編、『魔女の誕生 幻想冒険譚』） 1970
「七人の黒い僧侶」(The Seven Black Priests(1953))
「夜の鉤爪」(Claws from the Night(1970))
「痛みどめの代価」(The Price of Pain-Ease(1971))
「珍異の市」(Bazaar of the Bizarre(1963))
- 『霧の中の二剣士』 (Swords in the Mist(1968)、大谷圭二訳、創元推理文庫)  1982、のち新訳（浅倉久志訳、創元推理文庫） 2005
「憎しみの雲」(The Cloud of Hate(1963))
「ランクマーの夏枯れ時」(Lean Times in Lankhmar(1955))
「海こそ恋人」(Their Mistress, the Sea(1968))
「海王の留守に」(When the Sea-King's Away(1960))
「間違った枝道」(The Wrong Branch)(1968)
「魔道士の仕掛け」(Adept's Gambit(1947))
- 『妖魔と二剣士』 (Swords Against Wizardry(1968)、浅倉久志訳、創元推理文庫） 2005
「魔女の天幕」(In the Witch's Tent(1968))
「星々の船」(Stardock(1965))
「ランクマー最高の二人の盗賊」(The Two Best Thieves in Lankhmar(1968)、浅倉久志訳、創元推理文庫） 2005
「クォーモールの王族」(The Lords of Quarmall(1964))
- 『ランクマーの二剣士』(The Swords of Lankhmar (1970)、浅倉久志訳、創元推理文庫） 2005 - シリーズ唯一の長編

### 短編集
- 『バケツ一杯の空気』 (A Pale of Air(1964)、山下論一, 深町眞理子ほか訳、サンリオSF文庫） 1980
「バケツ一杯の空気」（A Pail of Air (1951)、深町眞理子訳)
深町眞理子訳、S-Fマガジン 1968年3月 No.105
深町眞理子訳、S-Fマガジン 1998年1月 No.499
「ビート村」（The Beat Cluster (1961)、山下諭一訳）
山下諭一訳、S-Fマガジン 1975年8月 No.201
「ビート星群」（井上一夫訳、創元推理文庫、ジュディス・メリル編、The 7th Annual of the Year's Best SF）
「火星のフォックスフォール」（The Foxholes of Mars (1952)、野口幸夫訳）
野口幸夫訳、季刊NW-SF 1976年1月 No.11
「パイプ・ドリーム」（Pipe Dream (1959)、島岡潤平訳）
「時間戦士」（Time Fighter (1957)、野口幸夫訳）
「六十四こまの気違い屋敷」（The 64-Square Madhouse (1962)、山下諭一訳）
「空飛ぶパン始末記」（Bread Overhead (1958)、島岡潤平訳）
「最後の手紙」（The Last Letter (1958)、野口幸夫訳）
小森正昭訳、S-Fマガジン 1970年12月 No.141
「ラン・チチ・チチ・タン」（Rump-Titty-Titty-Tum-Tah-Tee (1958)、山田和子訳）
山田和子訳、S-Fマガジン 1972年7月 No.161
「性的魅力」（Coming Attraction (1950)、島五郎訳）
島五郎訳、S-Fマガジン 1965年11月 No.75
増田まもる訳、創元推理文庫、フレデリック・ポール, マーティン・H・グリーンバーグ, ジョゼフ・D・オランダー編、『ギャラクシー』）
「美女と五人の男たち」（Nice Girl with Five Husbands (1951)、岡部宏之訳）
岡部宏之訳、S-Fマガジン 1968年6月 No.108

- 『闇の世界《夜と闇のファンタジー》』 (A Bit of the Dark World、竹生淑子訳、朝日ソノラマ文庫、海外シリーズ） 1986 - 日本オリジナル短編集
「鏡の世界の午前0時」（Midnight in the Mirror World (1964)）
「指人形の魔力」（The Power of the Puppets (1941)）
「神々の最後」（When the Last Gods Die (1951)）
「真夜中の出帆」（The Ship Sails at Midnight (1950)）
「人知れぬ歌」（The Secret Songs (1962)）
「歴戦の勇士」（The Oldest Soldier (1960））
中村融編訳、創元SF文庫、『影が行く』
「マクベスおばあちゃん」（Little Old Miss Macbeth (1958)）
「緑の月」（The Moon is Green (1952)）
「幻影の蜘蛛」（The Spider (1963)）
「過去ふたたび」（Yesterday House (1952)）
「闇の世界」（A Bit of the Dark World (1962)）

- 『跳躍者の時空』（河出書房新社、奇想コレクション、中村融編、日本オリジナル） 2010
「跳躍者の時空」（Space-Time for Springers (1958)、深町眞理子訳）
深町眞理子訳、S-Fマガジン 1969年10月 No.125
深町眞理子訳、創元推理文庫、ジュディス・メリル編、『SFベスト・オブ・ザ・ベスト』
深町眞理子訳、扶桑社ミステリー、ジャック・ダン, ガードナー・ドゾア編、『魔法の猫』
「猫の創造性」（Kreativity for Kats (1961)、深町眞理子訳）
深町眞理子訳、扶桑社ミステリー、ジャック・ダン, ガードナー・ドゾア編、『不思議な猫たち』
「猫たちの揺りかご」（Cat's Cradle (1974)、深町眞理子訳）
深町眞理子訳、S-Fマガジン 1997/年6月 No.492
「キャット・ホテル」（The Cat Hotel (1983)、深町眞理子訳）
深町眞理子訳、S-Fマガジン 1984年4月 No.311
「三倍ぶち猫」（Thrice the Brinded Cat (1992)、深町眞理子訳）
「『ハムレット』の四人の亡霊」（Four Ghosts in Hamlet (1965)、中村融訳）
「骨のダイスを転がそう」（Gonna Roll the Bones (1967)、中村融訳） - 1968年ヒューゴー賞、ネヴュラ賞受賞
永井淳訳、S-Fマガジン 1969年3月 No.118
永井淳訳、講談社文庫、アイザック・アシモフ編『世界SF大賞傑作選2』
中村融訳、ハヤカワ文庫、ハーラン・エリスン編『危険なヴィジョン(完全版)2』
「冬の蠅」（The Winter Flies(The Inner Circles) (1967)、浅倉久志訳）
野口幸夫訳、S-Fマガジン 1973年4月 No.171
大谷圭二訳、創元推理文庫、ジュディス・メリル編『年刊SF傑作選7』
「王侯の死」（The Death of Princes (1976)、中村融訳）
中村融訳、S-Fマガジン 2004年7月 No.579
「春の祝祭」（A Rite of Spring (1977)、深町眞理子訳）

### 短編
- 「マリアナ」（Mariana (1960)、斎藤伯好訳、S-Fマガジン 1970年8月 No.136）
「マリアーナ」[† 1]
「マリアーナ」（浅倉久志訳、文化出版局、浅倉久志編 『救命艇の叛乱』）
「マリアーナ」（浅倉久志訳、講談社文庫、各務三郎編 『世界ショートショート傑作選3』）

- 「影の船」（Ship of Shadows (1969)） - 1970年ヒューゴー賞受賞
浅倉久志訳、S-Fマガジン 1972年3月 No.157
浅倉久志訳、アイザック・アシモフ編、講談社文庫『世界SF大賞傑作選5』
浅倉久志訳、中村融編、竹書房文庫『猫は宇宙で丸くなる』

- 「あの飛行船をつかまえろ」（Catch That Zeppelin! (1975)） - 1976年ヒューゴー賞、ネヴュラ賞受賞
深町眞理子訳、S-Fマガジン 1977年9月 No.226
深町眞理子訳、中村融, 山岸真編、河出文庫『20世紀SF4 1970年代 接続された女』

他に短編多数。

## ノンフィクション
- 「戦慄の体験こそ一服の刺激剤だ」（Wonder and Terror (1976)、訳者不詳、KKベストセラーズ、ベストセラーシリーズ、カービー・マッコーリー編、『あなたに恐怖を!』）、のち改題『恐怖の心理サスペンス』（ワニ文庫）

## ジュブナイル
- 「けむりのお化け」（Smoke Ghost (1941)、矢野浩三郎訳、岩崎書店、恐怖と怪奇名作集10 『けむりのお化け』）

## 書誌
1. ↑  大谷圭二訳、ジュディス・メリル編、創元SF文庫、東京創元社、『SF ベスト・オブ・ベスト 下』所収、ISBN 978-4-488-61309-9